# Bojczo Weliczkow
Bojczo Petrow Weliczkow (bułg. Бойчо Петров Величков, ur. 13 sierpnia 1958 w Sofii) – piłkarz bułgarski grający na pozycji napastnika. W swojej karierze rozegrał 27 meczów w reprezentacji Bułgarii i strzelił w nich 4 gole.

## Kariera klubowa
Karierę piłkarską Weliczkow rozpoczynał w klubie Lokomotiw Sofia. W 1975 roku awansował do kadry pierwszej drużyny i w sezonie 1975/1976 zadebiutował w jego barwach w pierwszej lidze bułgarskiej. W sezonie 1977/1978 wywalczył z Lokomotiwem swoje jedyne w karierze mistrzostwo Bułgarii. W sezonie 1981/1982 zdobył z Lokomotiwem Puchar Bułgarii, a w sezonie 1984/1985 został wicemistrzem Bułgarii. W Lokomotiwie grał do końca sezonu 1985/1986. W klubie tym rozegrał łącznie 270 ligowych meczów, w których strzelił 90 goli.
Latem 1986 roku Weliczkow przeszedł do francuskiego Le Havre AC. W sezonie 1986/1987 pomógł klubowi z Hawru w utrzymaniu się w pierwszej lidze. W 1987 roku odszedł z Le Havre do greckiego Panserraikosu. Występował w nim przez 2 lata i w 1989 roku zakończył karierę piłkarską.

## Kariera reprezentacyjna
W reprezentacji Bułgarii Weliczkow zadebiutował 16 stycznia 1979 roku w wygranym 1:0 towarzyskim meczu z Cyprem. W 1986 roku został powołany przez selekcjonera Iwana Wucowa do kadry na Mistrzostwa Świata 1986. Na tym turnieju rozegrał jeden mecz, z Argentyną (0:2). Od 1979 do 1986 roku rozegrał w kadrze narodowej 27 meczów i strzelił w nich 4 gole.
| Mecze i gole w reprezentacji | Mecze i gole w reprezentacji | Mecze i gole w reprezentacji | Mecze i gole w reprezentacji | Mecze i gole w reprezentacji | Mecze i gole w reprezentacji | Mecze i gole w reprezentacji |
| #                            | Data                         | Stadion                      | Rywal                        | Wynik                        | Gol                          | Rozgrywki                    |
| 1979                         | 1979                         | 1979                         | 1979                         | 1979                         | 1979                         | 1979                         |
| ---------------------------- | ---------------------------- | ---------------------------- | ---------------------------- | ---------------------------- | ---------------------------- | ---------------------------- |
| 1.                           | 16.01.1979                   | Larnaka, Cypr                | Cypr                         | 1:0                          | 0                            | towarzyski                   |
| 2.                           | 26.09.1979                   | Sofia, Bułgaria              | Węgry                        | 2:0                          | 0                            | towarzyski                   |
| 3.                           | 17.10.1979                   | Dublin, Irlandia             | Irlandia                     | 0:3                          | 0                            | el. ME 1980                  |
| 4.                           | 31.10.1979                   | Sofia, Bułgaria              | Dania                        | 3:0                          | 0                            | el. ME 1980                  |
| 5.                           | 22.11.1979                   | Londyn, Anglia               | Anglia                       | 0:2                          | 0                            | el. ME 1980                  |
| 1980                         |                              |                              |                              |                              |                              |                              |
| 6.                           | 26.03.1980                   | Sofia, Bułgaria              | ZSRR                         | 1:3                          | 0                            | towarzyski                   |
| 7.                           | 14.05.1980                   | Ateny, Grecja                | Grecja                       | 0:0                          | 0                            | towarzyski                   |
| 8.                           | 22.05.1980                   | Oslo, Norwegia               | Norwegia                     | 0:1                          | 0                            | towarzyski                   |
| 9.                           | 24.09.1980                   | Burgas, Bułgaria             | Szwecja                      | 2:3                          | 0                            | towarzyski                   |
| 10.                          | 09.10.1980                   | Buenos Aires, Argentyna      | Argentyna                    | 0:2                          | 0                            | towarzyski                   |
| 1982                         |                              |                              |                              |                              |                              |                              |
| 11.                          | 22.09.1982                   | Burgas, Bułgaria             | NRD                          | 2:2                          | 0                            | towarzyski                   |
| 12.                          | 14.10.1982                   | Sofia, Bułgaria              | Malta                        | 7:0                          | 1                            | towarzyski                   |
| 13.                          | 27.10.1982                   | Sofia, Bułgaria              | Norwegia                     | 2:2                          | 1                            | el. ME 1984                  |
| 14.                          | 17.11.1982                   | Sofia, Bułgaria              | Jugosławia                   | 0:1                          | 0                            | el. ME 1984                  |
| 1984                         |                              |                              |                              |                              |                              |                              |
| 15.                          | 29.09.1984                   | Belgrad, Jugosławia          | Jugosławia                   | 0:0                          | 0                            | el. MŚ 1986                  |
| 16.                          | 05.12.1984                   | Sofia, Bułgaria              | Luksemburg                   | 4:0                          | 1                            | el. MŚ 1986                  |
| 1985                         |                              |                              |                              |                              |                              |                              |
| 17.                          | 05.02.1985                   | Querétaro, Meksyk            | Szwajcaria                   | 1:0                          | 0                            | towarzyski                   |
| 18.                          | 06.02.1985                   | Querétaro, Meksyk            | Polska                       | 2:2                          | 0                            | towarzyski                   |
| 19.                          | 06.04.1985                   | Sofia, Bułgaria              | NRD                          | 1:0                          | 0                            | el. MŚ 1986                  |
| 20.                          | 17.04.1985                   | Augsburg, RFN                | RFN                          | 1:4                          | 0                            | towarzyski                   |
| 21.                          | 02.05.1985                   | Sofia, Bułgaria              | Francja                      | 2:0                          | 0                            | el. MŚ 1986                  |
| 22.                          | 01.06.1985                   | Sofia, Bułgaria              | Jugosławia                   | 2:1                          | 0                            | el. MŚ 1986                  |
| 23.                          | 18.12.1985                   | Walencja, Hiszpania          | Hiszpania                    | 0:2                          | 0                            | towarzyski                   |
| 1986                         |                              |                              |                              |                              |                              |                              |
| 24.                          | 09.02.1986                   | Querétaro, Meksyk            | NRD                          | 1:2                          | 0                            | towarzyski                   |
| 25.                          | 19.02.1986                   | Rabat, Maroko                | Maroko                       | 0:0                          | 0                            | towarzyski                   |
| 26.                          | 09.04.1986                   | Sofia, Bułgaria              | Dania                        | 3:0                          | 1                            | towarzyski                   |
| 27.                          | 10.06.1986                   | Meksyk, Meksyk               | Argentyna                    | 0:2                          | 0                            | MŚ 1986                      |